# بخش نوادا
بخش نوادا (به انگلیسی: Nawada district) یک منطقهٔ مسکونی در هند است که در بخش ماگاد واقع شده‌است. بخش نوادا ۲٬۴۹۴ کیلومتر مربع مساحت و ۲٬۲۱۹٬۱۴۶ نفر جمعیت دارد.